# Кляйнвальштадт
Кляйнвальштадт (нім. Kleinwallstadt) — громада в Німеччині, розташована в землі Баварія. Підпорядковується адміністративному округу Нижня Франконія. Входить до складу району Мільтенберг. Центр об'єднання громад Кляйнвальштадт.
Площа — 15,77 км2. Населення становить 5695 ос. (станом на 31 грудня 2020).